# Wisielec (tarot)
Wisielec – karta tarota należąca do Arkanów Wielkich, oznaczana numerem 12 (XII).
Inne nazwy: Zdrajca, Złodziej, Judasz, Krzyż Tau, Duch Wszechmocnych Wód.

## Wygląd
Karta przedstawia młodego mężczyznę powieszonego za lewą nogę, z rękami za plecami. Charakterystyczną cechą wizerunku przedstawianego na Karcie Wisielca jest to, że twarz powieszonej postaci nie wyraża cierpienia.
Samuel Liddell MacGregor Mathers utożsamiał Wisielca z bogiem Odynem wiszącym na kosmicznym Drzewie Życia.

## Znaczenie
Karta Wisielca oznacza zastój, brak działania. Jest symbolem medytacji i rozmyślań, duchową izolacją od świata i skupieniem się na własnym wnętrzu. Czasem bywa kojarzona z człowiekiem rozmyślającym nad własnymi problemami. Wyraz twarzy postaci na karcie pozwala też interpretować ją jako symbol błogości i zadowolenia z ustabilizowanego życia.

## Galeria

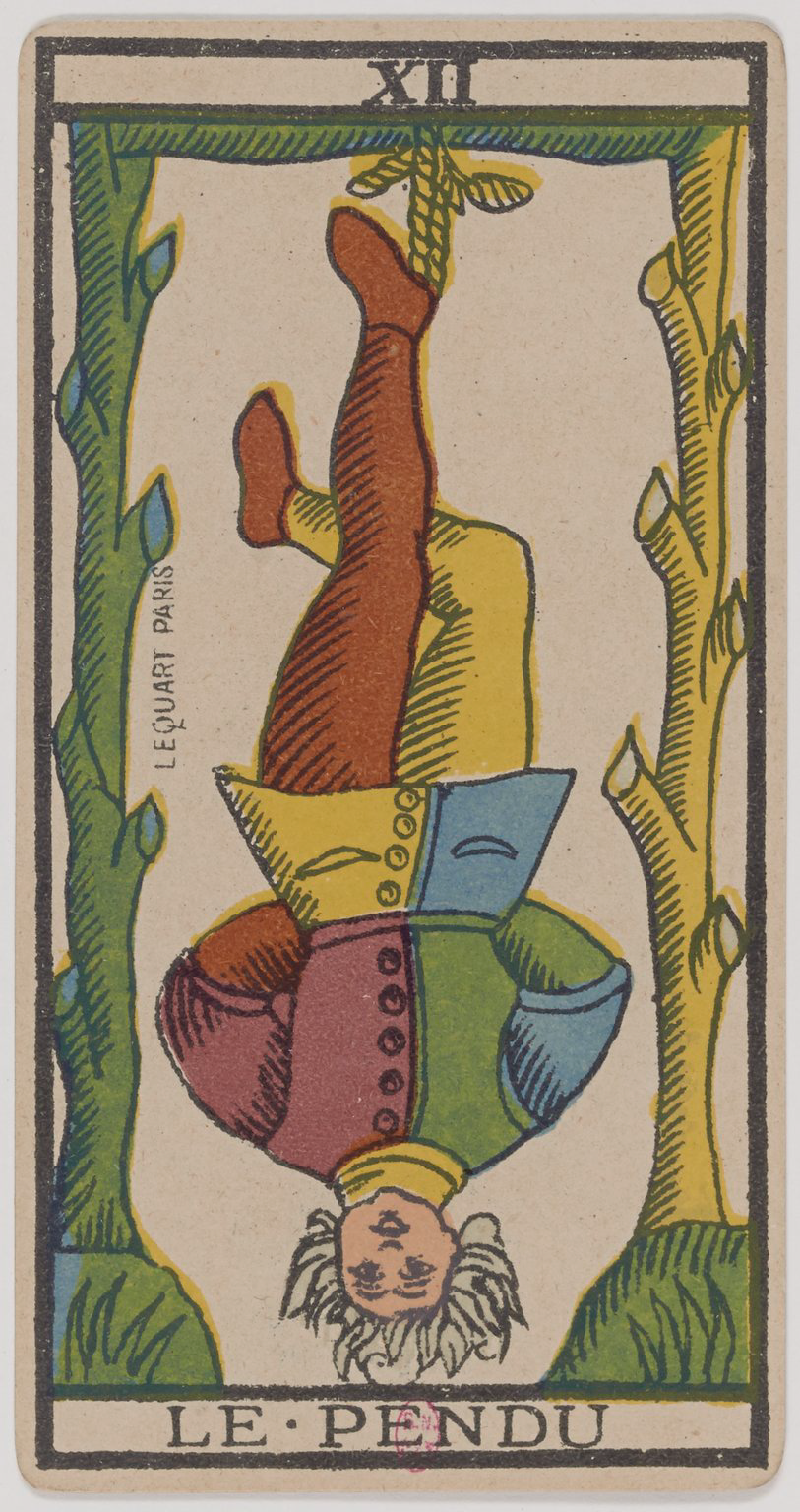
Wisielec z talii tarota marsylskiego
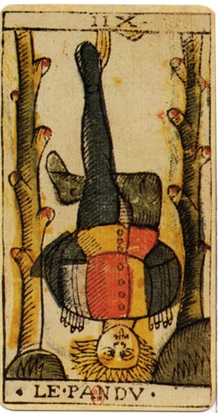
Wisielec z talii tarota marsylskiego Jeana Dodala (XVIII wiek)
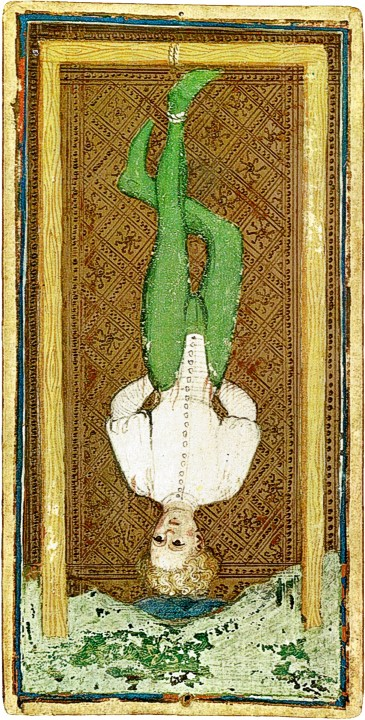
Wisielec z talii tarota Viscontich-Sforzów ze zbiorów Pierpont Morgan-Bergamo (XV wiek) – reprodukcja
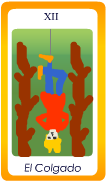
Wisielec